# Terminal Promowy Westerplatte

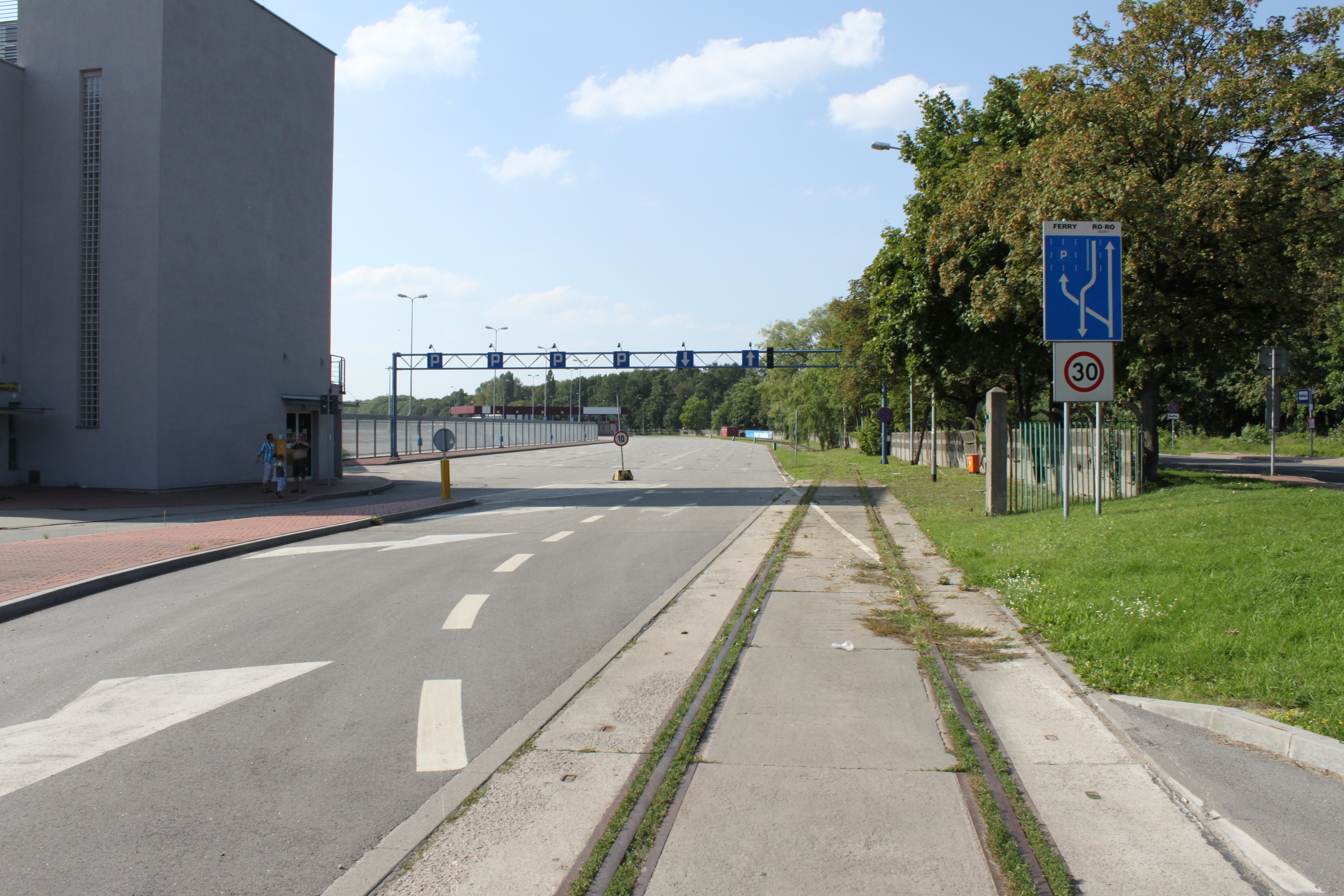
Wjazd do terminala promowego na Westerplatte

Terminal Promowy Westerplatte – terminal promowy przy Nabrzeżu Obrońców Westerplatte w porcie morskim Gdańsk (Westerplatte).
Powstał w 2002 roku na potrzeby obsługiwanego przez duńską firmę DFDS Seaways połączenia promowego Gdańsk – Trelleborg – Kopenhaga. Inauguracja tej linii nastąpiła w październiku 2002. Była ona obsługiwana promem MF Duke of Scandinavia. Ostatnie odejście promu na tej linii miało miejsce 22 listopada 2003, po czym połączenie zostało zawieszone i ostatecznie zlikwidowane 6 lutego 2004 roku. 27 września 2004 DFDS uruchomiło serwis ro-ro o nazwie "PolBridge" na trasie Gdańsk – Kopenhaga – Goeteborg, początkowo obsługiwane jednostką "Tor Belgia" armatora DFDS Tor Line, a od 5 listopada 2004 statkiem "Tango". W 2005 roku działało połączenie pasażersko-towarowe Gdańsk – Karlshamn z zawinięciem do Kłajpedy, obsługiwane statkiem MV "Kaunas".

Terminal Promowy Westerplatte
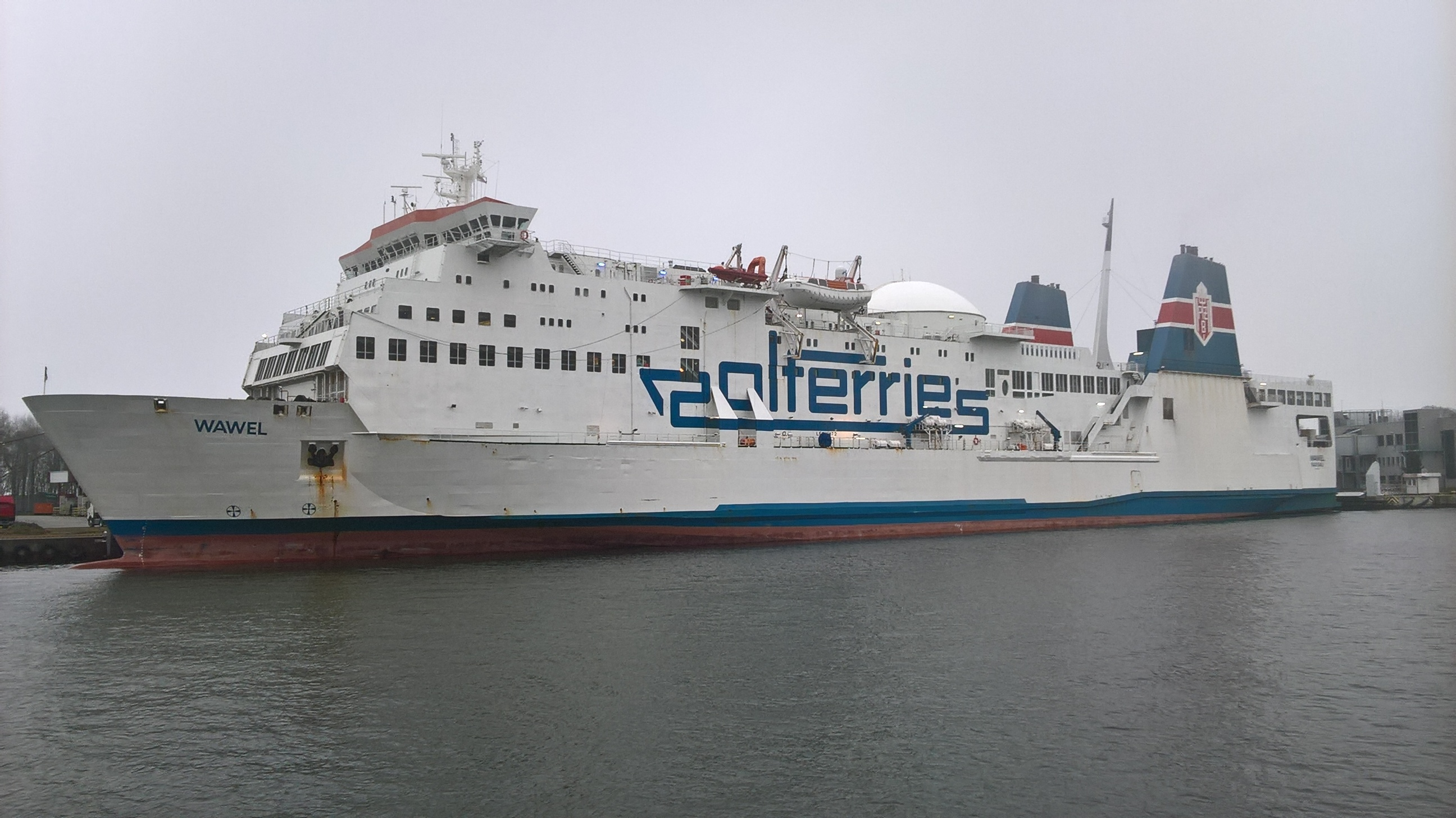
MF Wawel Polferries na Westerplatte w Gdańsku
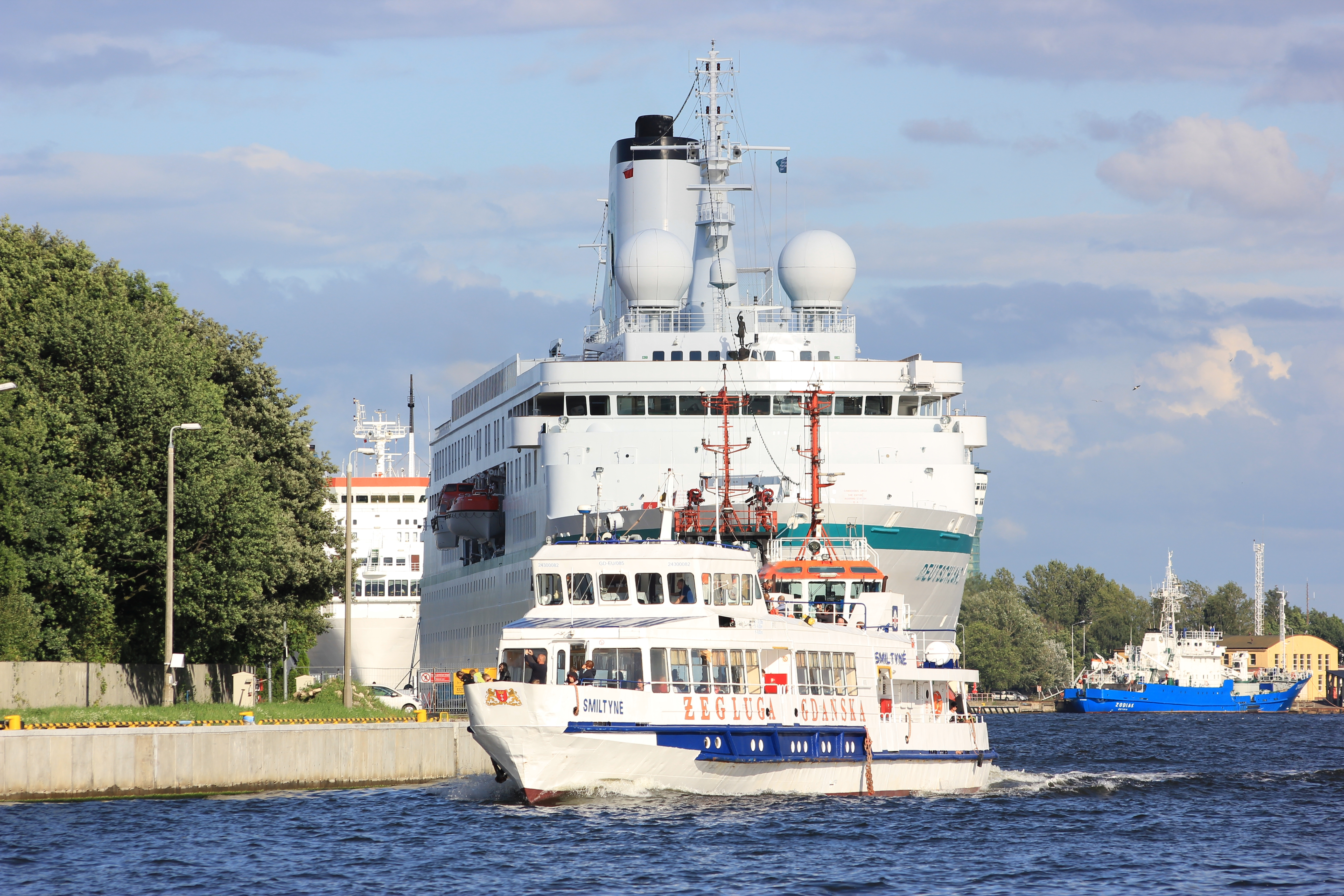
Statek Deutschland przy Nabrzeżu Obrońców Westerplatte
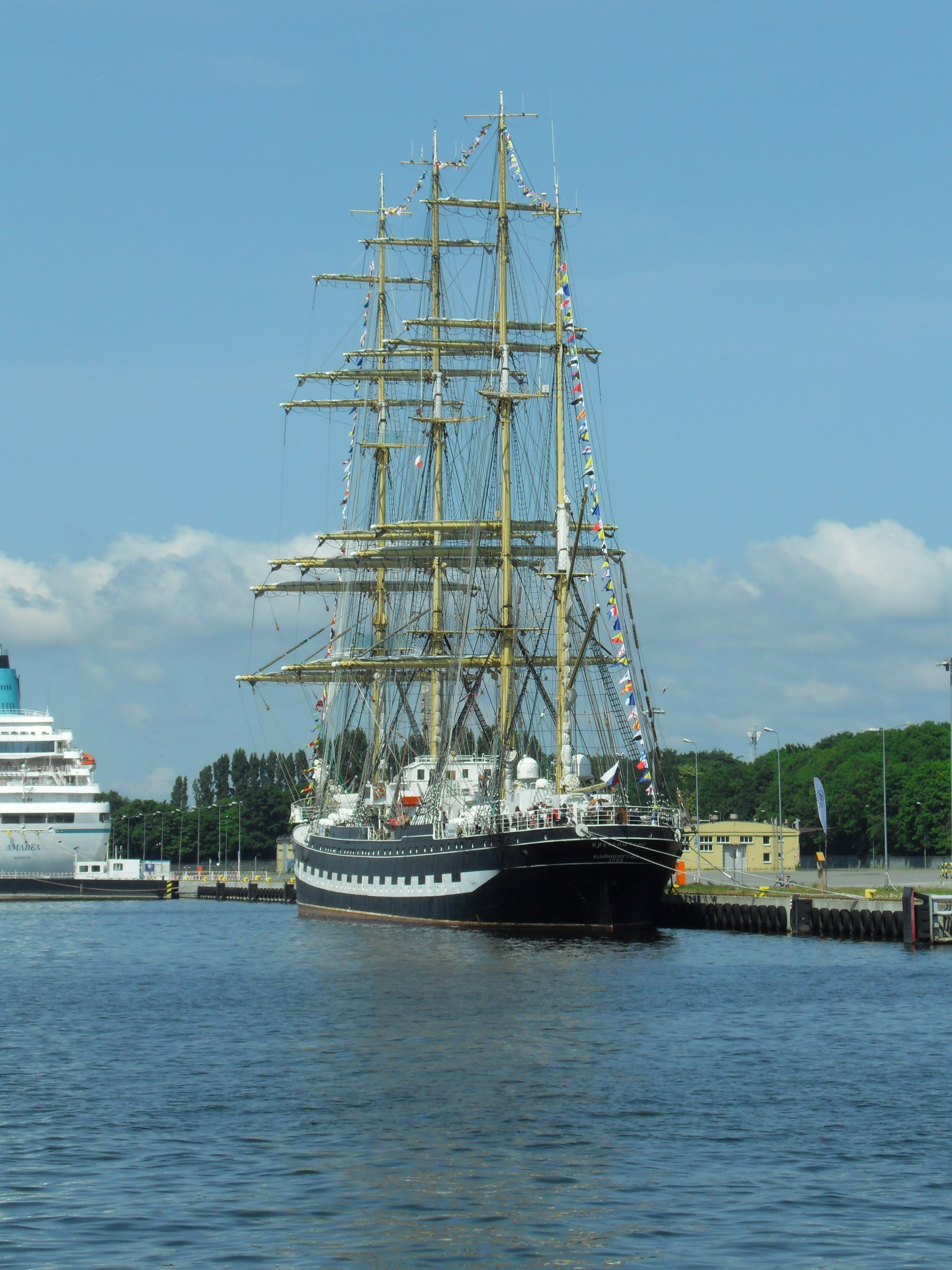
Kruzenshtern Gdańsk Westerplatte